# Damit ist die Sache für mich erledigt
Damit ist die Sache für mich erledigt ist eine französische Filmkomödie von Jean-Jacques Annaud aus dem Jahr 1979.

## Handlung
In der französischen Kleinstadt Trincamp regiert König Fußball. François Perrin wartet vergeblich auf eine Chance, sein Können in der ersten Mannschaft der Stadt zeigen zu können. Er ist nur Reservespieler. Als er bei einem Trainingsspiel den Star der Stadt Berthier foult, wird er nicht nur aus der Mannschaft entlassen. Weil dem Präsidenten des Fußballclubs auch die Firma gehört, in der Perrin arbeitet, ist er kurze Zeit später seine Arbeit los. Die nächsten Monate verdient sich Perrin etwas Geld mit Miniarbeiten, die sonst nur die Einwanderer aus Afrika erledigen. In dieser Zeit steigert sich die Fußballleidenschaft in Trincamp, nimmt die Mannschaft doch erfolgreich am diesjährigen Pokalwettbewerb Frankreichs teil. Perrin jedoch ist zur letzten Person Trincamps geworden und beschließt auszuwandern. Er sucht ein letztes Mal seine heimliche Geliebte Marie auf, deren Mann jedoch zu Hause ist und ihn verjagt. Wenig später wird Perrin wegen angeblicher Vergewaltigung festgenommen. Er glaubt, man beziehe sich auf Marie, doch stellt sich bei der Gegenüberstellung heraus, dass es sich bei der Frau um eine Perrin vollkommen Unbekannte namens Stéphanie handelt. Sie glaubt dennoch, in Perrin den Täter zu erkennen. Perrin wird inhaftiert, weil auch die beiden Fußballfunktionäre Lozerand und Brochard ihn als Täter identifizieren.
Nach zwei Monaten im Gefängnis hat es die Fußballmannschaft von Trincamp sensationell in die Runde der besten 16 geschafft. Auf der Fahrt zum Hinspiel verunglückt der Mannschaftsbus und zwei Spieler fallen aus. In der Not erinnert man sich an Perrin und holt ihn für das Spiel aus dem Gefängnis. Perrin gelingt die Flucht. Er fährt zu Stéphanie, die ihn als Täter identifiziert hatte, und macht ihr klar, dass er nicht der Täter war. Sie wiederum gibt an, den Ermittlern deutlich gemacht zu haben, dass sie sich bei der Identifizierung nicht sicher sei. Perrin bittet sie, ihn zurück zum Gefängnis zu fahren, hat er doch auf Fußballspielen keine Lust. Beide geraten jedoch in eine Polizeikontrolle und Perrin wird zum Stadion eskortiert. Beim Spiel schießt er schließlich beide Tore und wird zum Held des Spiels, das Trincamp 1:2 gewinnt. Plötzlich ist seine vermeintliche Tat unwichtig, er wird aus dem Gefängnis entlassen und kommt im besten Hotel der Stadt unter. Er erhält einen Leihwagen von Brochard, eine Wohnung in Aussicht sowie eine Stelle als Bademeister der Kleinstadt. Stéphanie, die unterdessen ihre Aussage korrigiert, findet heraus, dass alle Fußballfunktionäre wussten, dass Berthier der Täter war. Sie deckten ihn, damit er beim Pokalspiel auf dem Platz stehen kann. Perrin wurde wissentlich geopfert.
Perrin lädt alle Beteiligten, die ihm nach dem Sieg plötzlich zu Füßen lagen, zu einem großen Essen ein. Hier sagt er ihnen die Meinung, stellt Berthier als Täter vor und kündigt für den nächsten Tag verschiedene Maßnahmen an: Er will die Scheiben von Berris Kneipe Elfmeter einschlagen, sämtliche Autos von Brochards Hof zerstören und die Möbel des Händlers Lozerand in Brand stecken. Am Abend entführt er zudem die Ehefrau des Präsidenten Sivardière und kündigt an, sie zu vergewaltigen, weil Fußballstars keine Sanktionen zu befürchten haben. Stattdessen lässt er sie jedoch in unbewohnter Gegend aus dem Auto steigen und den Rückweg zu Fuß antreten. Am nächsten Tag haben alle Männer Vorkehrungen getroffen. Berri hat bereits Ersatzscheiben für sein Lokal bestellt, Brochard sämtliche Autos mit Reifen geschützt und Lozerand alle Möbel aufwändig ausgelagert. Perrin jedoch kümmert sich nicht um die Männer und sie sind konsterniert. Er fährt stattdessen zu Stéphanie, sind beide doch ein Paar geworden. Zum Pokalrückspiel erscheint er nicht: Trincamp verliert 0:6 und scheidet aus dem Pokal aus.

## Produktion
Damit ist die Sache für mich erledigt wurde unter anderem in Paris, Châtenay-Malabry, Fontainebleau, Auxerre und Meaux gedreht. Die Kostüme schuf Corinne Jorry, die Filmbauten stammen von Jean-Claude Josquin und Alain Maunoury.
Der Film kam am 14. Februar 1979 in die französischen Kinos und wurde von 902.144 Besuchern gesehen. Er lief am 18. April 1980 auch in den deutschen Kinos an. Im Jahr 2011 erschien der Film auf DVD.

## Synchronisation
| Rolle                | Darsteller       | Synchronsprecher    |
| -------------------- | ---------------- | ------------------- |
| François Perrin      | Patrick Dewaere  | Norbert Langer      |
| Präsident Sivardière | Jean Bouise      | Heinz Theo Branding |
| Brochard             | Michel Aumont    | Wolfgang Völz       |
| Lozerand             | Paul Le Person   | Peter Schiff        |
| Stéphanie            | France Dougnac   | Evamaria Miner      |
| Rumin                | Mario David      | Rainer Brandt       |
| Gefängnisdirektor    | Hubert Deschamps | Eric Vaessen        |

## Kritik
Der film-dienst nannte Damit ist die Sache für mich erledigt eine „burleske Komödie“, befand jedoch, dass die „eigentlich originelle Story […] grobschlächtig inszeniert [ist], so daß die beabsichtigte satirische Entlarvung nicht ins Schwarze trifft.“ „Boshafter Blick hinter die Fußball-Fassaden“, fasste Cinema den Film zusammen.

## Auszeichnungen
Jean Bouise wurde 1980 für seine Darstellung des Präsidenten Sivardière mit einem César als Bester Nebendarsteller ausgezeichnet.